# Badminton 1969
Höhepunkte des Badmintonjahres 1969 waren der Uber Cup 1969 sowie die All England, die Irish Open, die Scottish Open, die German Open, die Dutch Open, die Denmark Open, die Südostasienspiele und die French Open. Erstmals wurden Asienmeisterschaften ausgetragen.
==Internationale Veranstaltungen ==
| Veranstaltung | Herreneinzel | Dameneinzel    | Herrendoppel                   | Damendoppel                          | Mixed                      |
| ------------- | ------------ | -------------- | ------------------------------ | ------------------------------------ | -------------------------- |
| All England   | Rudy Hartono | Hiroe Yuki     | Henning Borch Erland Kops      | Margaret Boxall Sue Pound Whetnall   | Roger Mills Gillian Perrin |
| French Open   | Elo Hansen   | Julie Rickard  | Oon Chong Hau Koh Kheng Siong  | Julie Rickard Alison Glenie          | Elo Hansen L. Horvid       |
| German Open   | Svend Pri    | Anne Flindt    | Jørgen Mortensen Henning Borch | Anne Flindt Pernille Mølgaard Hansen | Tony Jordan Susan Whetnall |
| Swedish Open  | Svend Pri    | Gillian Perrin | Svend Pri Erland Kops          | Margaret Boxall Susan Whetnall       | Roger Mills Gillian Perrin |